# Christoph Herzog (Eishockeyspieler)
Christoph Herzog (* 31. Juli 1991 in Zell am See) ist ein österreichischer Eishockeystürmer.

## Karriere
Herzog stammt aus dem Nachwuchs der EK Zeller Eisbären. 2007 wechselte er zum EC VSV, wo er mit der U20-Mannschaft 2008 den österreichischen Meistertitel gewinnen konnte. In der Saison 2010/11 ist er Kapitän der Mannschaft. Sein Debüt in der EBEL gab er am 1. Oktober 2010 im Spiel gegen die EHC Liwest Black Wings Linz.

## Erfolge und Auszeichnungen
- 2008 Österreichischer Jugendmeister mit dem EC VSV